# Dechema-Preis
Der Dechema-Preis der Max-Buchner-Forschungsstiftung wird jährlich von der DECHEMA für herausragende Arbeiten im Bereich der technischen Chemie vergeben. Der Preis ist (Stand 2020) mit 20.000 Euro dotiert.

## Preisträger
| Jahr | Person                           | Verdienst |
| ---- | -------------------------------- | --- |
| 1951 | Oskar Dorschner                  | thermodynamische und Wärmeableitungs-Probleme bei Synthesereaktionen |
| 1952 | Ernst Bartholomé                 | Gewinnung von Acetylen durch unvollständige Oxidation von Kohlenwasserstoffen (Sachsse-Bartholomé-Verfahren) |
| 1953 | Hans Rumpf                       | Entwicklungs- und Forschungsarbeiten auf dem Gebiet der Mahl- und Sichttechnik |
| 1954 | Werner Matz                      | Arbeiten zur Berechnung der Ausmauerung stählerner Gefäße |
| 1955 | Julius Schierenbeck              | Schierenbeck-Wickelverfahren der BASF zur Herstellung von Hochdruck-Hohlkörpern |
| 1956 | Erwin W. Becker                  | Trennung von verdampften Uranisotopen bei Überschallgeschwindigkeit mit Hilfe der von ihm entwickelten Düsen und Blenden |
| 1957 | Theodor Gast                     | Entwicklung der elektrischen Mikrowaage nach dem Prinzip des selbsttätigen Lastausgleichs |
| 1958 | Ernst Ulrich Franck              | grundlegende Arbeiten auf dem Gebiet der Lösungen in überkritischen Gasen bei hohen Temperaturen und Dichten |
| 1959 | Friedrich Endter                 | Entwicklung eines Hochtemperaturreaktors für die Synthese von Blausäure aus Ammoniak und Methan (BMA-Verfahren) |
| 1960 | Klaus Clusius                    | Reindarstellung von Isotopen mit Hilfe des Trennrohrs |
| 1961 | Joachim Schmidt                  | Gegenstromkristallisation als neues Trennverfahren |
| 1962 | Jürgen Smidt, Walter Hafner      | Entdeckung der Direktoxidation des Ethens zu Acetaldehyd (Wacker-Hoechst-Verfahren) |
| 1963 | Fritz Horn                       | Optimierung chemischer Reaktionsapparate und Anlagen |
| 1964 | Ewald Katzschmann                | Verfahren zur Gewinnung von aromatischen Polycarbonsäuren und deren Estern durch katalytische Oxidation von Alkylaromaten mit Sauerstoff (Katzschmann-Verfahren) |
| 1965 | Heinz Spähn                      | Arbeiten zur Schwingungsrißkorrosion metallischer Werkstoffe |
| 1966 | Ernst-Dieter Gilles              | Arbeiten über das dynamische Verhalten und die Regelung chemischer Reaktoren |
| 1967 | Helmar Krupp                     | theoretische und experimentelle Arbeiten über das Haften von Teilchen an Festkörperoberflächen |
| 1968 | Peter Hugo                       | experimentelle und theoretische Untersuchungen über den Zusammenhang des Stofftransports in der Gasphase mit chemischen Umsetzungen gasförmig/fest und mit heterogenen Katalysen |
| 1969 | Jogindar Mohan Chawla            | Auffindung neuer Gesetzmäßigkeiten zur Darstellung der Zweiphasenströmung mit neuen Erkenntnissen über den Wärmeaustausch und Druckabfall bei der Gas-/Flüssigkeitsströmung |
| 1970 | Kurt Kirchner                    | Arbeiten auf dem Gebiet der Kinetik homogener Reaktionen, insbesondere für die Aufklärung der rein thermischen Styrolpolymerisation und für die Umsetzungen gasförmiger Reaktionspartner extrem niedriger Konzentrationen |
| 1971 | Lothar Reh                       | Untersuchungen von Verbrennungsvorgängen in Wirbelschichten, Arbeiten auf dem Gebiet stark expandierter Wirbelschichten und deren Anwendung auf endotherme Reaktionen zwischen Gasen und feinkörnigen Feststoffen, insbesondere die großtechnische Entwicklung eines neuen Verfahrens zur Kalzination von Aluminiumhydroxid in zirkulierenden Wirbelschichten |
| 1972 | Ulrich Wagner, Hans Martin Weitz | gemeinsame Untersuchungen über ein Verfahren zur Gewinnung von hochreinem Butadien aus C4-Schnitten mittels Extraktion mit N-Methylpyrrolidon und für die Entwicklung dieses Verfahrens bis zu großtechnischen Anlagen |
| 1973 | Walter Nitsch                    | Arbeiten zum Transportmechanismus des Wärme- und Stoffübergangs zwischen flüssigen Phasen unter besonderer Berücksichtigung der molekularkinetischen Vorgänge |
| 1974 | Gerhard Luft, Rudolf Steiner     | kinetische und thermodynamische Untersuchungen zur Führung von Hochdruckreaktionen |
| 1975 | Cornelis van Heerden             | Arbeiten über die Theorie des autothermen Reaktors und dessen Anwendung in der Praxis sowie sein Beitrag zur Entwicklung der Chemischen Reaktionstechnik in Europa |
| 1976 | Werner Stahl                     | grundlegende Arbeiten zur Stofftrennung flüssig/fest, durch die eine ingenieurwissenschaftlich begründete Leistungssteigerung großer Dekantierzentrifugen erreicht wurde |
| 1977 | Gerhard Eigenberger              | Untersuchungen zur optimalen und sicheren Prozeßführung bei stark exothermen Reaktionen |
| 1978 | Nils Claussen                    | Arbeiten zur Verbesserung des Bruchwiderstandes, der Festigkeit und der Temperaturwechselbeständigkeit keramischer Werkstoffe durch kontrollierte Phasenumwandlungen feindispergierter Einlagerungen |
| 1979 | Arno Singwald, Günter Fricke     | gemeinsame Entwicklung des Verfahrens zur elektrostatischen Aufbereitung von Kalirohsalzen, wodurch der Anfall von umweltschädlichen Salzlösungen entscheidend verringert wird |
| 1980 | Gerhard Kreysa                   | Arbeiten auf dem Gebiet der Grundlagen und der Anwendung von durchströmten Festbettelektrolysezellen und der Wirbelbettzelle |
| 1981 | Karl Heinrich van Heek           | Arbeiten zur Kinetik der Steinkohle-Pyrolyse, mit denen reaktionstechnische Grundlagen für die Auslegung von Reaktoren zur Kohleveredlung geschaffen wurden |
| 1982 | Erhard Sirtl                     | grundlegende Arbeiten auf dem Gebiet der Herstellung von Reinsilizium, insbesondere für die Anwendung in der Solartechnik |
| 1983 | Axel Schönbucher                 | Untersuchungen der kohärenten Wirbelstrukturen in Tankflammen. Die Untersuchungen haben zu neuen Erkenntnissen über Strahlungsvorgänge geführt und damit wesentlich zur Sicherheit von Chemieanlagen beigetragen |
| 1984 | Helmut Tiltscher                 | Arbeiten zur Hochdruck-Reaktionstechnik in heterogenen Systemen, die neue Wege zur Erhöhung der Selektivität und zur Verbesserung der Standzeit von Katalysatoren eröffnen |
| 1985 | Hermann Sahm                     | Entwicklung einer Ethanolherstellungsanlage mit Zymomonas mobilis vom Mikroorganismus bis zur technischen Reife |
| 1986 | Hermann Riedel                   | Beiträge zur Erforschung der Rissausbreitung unter Kriechbedingungen und die darauf beruhende Entwicklung von Methoden zur sicheren und wirtschaftlichen Konstruktion von warmgehenden Apparaten |
| 1987 | Friedrich Vock                   | Entwicklung einer Zentrifugalwirbelbettmühle, durch die bei der Feinstmahlung Produktqualität, Durchsatz und Energieverbrauch wesentlich verbessert werden |
| 1988 | Friedrich Götz, Herbert Märkl    | gentechnische Entwicklung eines neuen Bakteriensystems sowie die Konstruktion eines neuartigen Membran-Bioreaktors für solche Systeme zur Produktion von hochwertigen Proteinen |
| 1989 | Michael Buback                   | grundlegende Untersuchungen unter Anwendung von Excimer-Lasern bei hohen Drücken, die neue Einblicke in den Ablauf von Polymerisationen eröffnen, sowie für Arbeiten auf dem Gebiet der Copolymerisation, die den Zugang zur Herstellung neuer Werkstoffe bilden                                                                                              |
| 1990 | Frank Janowski                   | poröse Gläser – Herstellung, Eigenschaften und Anwendung |
| 1991 | Henning Bockhorn                 | quantitative Untersuchungen über die Wechselwirkung von turbulenter Strömung und chemischen Reaktionen |
| 1992 | Hans Schuler, Rudibert King      | richtungsweisende Arbeiten zur mathematischen Modellierung des dynamischen Verhaltens chemischer und biotechnologischer Prozesse mit dem Ziel einer sicheren und an der Produktqualität orientierten Prozeßführung |
| 1993 | Thomas-Helmut Scheper            | hervorragende Arbeiten auf dem Gebiet der Entwicklung von Bio- und Chemosensoren |
| 1994 | Martin Stratmann                 | bahnbrechende Arbeiten auf den Gebieten der Grenzflächenforschung und Elektrochemie, die entscheidend zum Verständnis der atmosphärischen Korrosion und zur Entwicklung haftungsstabiler Polymerbeschichtungen beigetragen haben |
| 1995 | Josefin Meusinger                | hervorragende Arbeiten auf dem Gebiet der Zeolithkatalyse, insbesondere optimierter erionithaltiger Katalysatorsysteme zur Erhöhung der Selektivität bei der Herstellung umweltfreundlicher Vergaserkraftstoffe (mit hoher Oktanzahl) durch formselektives Reformieren                                                                                        |
| 1996 | Martin Sommerfeld                | richtungweisende experimentelle und numerische Arbeiten auf dem zukunftsträchtigen Gebiet der Zweiphasenströmungen, wobei besonders die Weiterentwicklung der Berechnungsverfahren Phasen-Doppler-Anemometrie sowie die Entwicklung von zur Modellierung von Teilchenbewegungen in turbulenter Strömung hervorzuheben sind                                    |
| 1997 | Lothar Willmitzer                | bahnbrechende Arbeiten auf dem zukunftsträchtigen Gebiet der Entwicklung von molekularbiologischen Methoden für die Pflanzenbiotechnologie sowie deren Anwendung bei der gezielten Züchtung von transgenen Kulturpflanzen |
| 1998 | Martin Muhler                    | richtungweisende Arbeiten zum Verständnis der Funktionsweise, der Charakterisierung und der theoretischen Modellierung heterogener Katalysatoren, die neue Möglichkeiten der Effizienzsteigerung industrieller Grundstoffsynthesen erschlossen haben |
| 1999 | Andreas Seidel-Morgenstern       | richtungweisende Arbeiten zur Modellierung und dynamischen Simulation der Integration von chemischer Reaktion und Stofftrennung, insbesondere für die experimentelle und theoretische Erschließung chromatographischer Trennprozesse für industrielle Anwendungen                                                                                             |
| 2000 | Peter Wasserscheid               | bahnbrechende Arbeiten zur Entwicklung ionischer Flüssigkeiten und ihrer Anwendung im Bereich von Katalyse und Biotechnologie |
| 2001 | Jürgen Rühe                      | richtungweisende experimentelle, theoretische und anwendungsorientierte Arbeiten zur Funktionalisierung von Grenzflächen durch oberflächenfixierte Makromoleküle |
| 2002 | Andreas Gutsch                   | bahnbrechende Arbeiten, mit denen die Gasphasensynthese von Nanopartikeln von der interdisziplinären Grundlagenforschung zur industriellen Anwendung geführt wurde |
| 2003 | Bernhard Hauer                   | richtungweisende experimentelle Arbeiten zum zukunftsträchtigen Einsatz von Biokatalysatoren für die Synthese chiraler Verbindungen und deren Anwendung im industriellen Maßstab |
| 2004 | Olaf Deutschmann                 | bahnbrechende Arbeiten auf dem Gebiet der fluiddynamischen Modellierung komplexer reaktiver Systeme auf der Basis detaillierter physikalisch begründeter Ansätze |
| 2005 | Pieter Jansens                   | richtungweisende Arbeiten zur Kristallisation und Entwicklung integrierter Trennverfahren, die vom molekularen Verständnis bis zur Prozeßauslegung reichen |
| 2006 | Steven M. Howdle                 | „In recognition of his outstanding contribution to the innovative use of supercritical fluids for the synthesis and processing of polymers with a wide range of applications including bioactive materials“ |
| 2007 | Bert Weckhuysen                  | „In recognition of his excellent developments of combined in-situ spectroscopic methods and their application to industrial catalytic processes“ |
| 2008 | Wolfgang Wiechert                | bahnbrechende Arbeiten auf dem Gebiet der Modellierung von Stoffwechselvorgängen, die zu einer quantitativen und experimentell gesicherten Beschreibung biologischer Systeme und ihrer industriellen Nutzung führen |
| 2009 | Lutz Mädler                      | herausragende Leistungen zur Herstellung von Nanomaterialien durch Sprühpyrolyse für Anwendungen in der Sensorik, der Katalyse und der Medizintechnik |
| 2010 | Rolf Müller                      | herausragende Forschungsarbeiten zur Entdeckung und Biosynthese mikrobieller Wirkstoffe für pharmazeutische Anwendungen |
| 2011 | Andreas Hierlemann               | wegweisende interdisziplinäre Arbeiten zur Entwicklung innovativer Sensorsysteme durch die Verknüpfung von Mikroelektronik mit chemischen und biologischen Systemen |
| 2012 | Joachim Groß                     | Entwicklung von leistungsfähigen Methoden zur thermodynamischen Beschreibung komplexer fluider Mehrstoffsysteme auf der Basis von Zustandsgleichungen und molekulardynamischer Simulationen |
| 2013 | Thomas Scheibel                  | herausragende Forschungsarbeiten zur biotechnologischen Herstellung und Charakterisierung von Spinnenseide-Proteinen |
| 2014 | Frank Hollmann                   | „für seine wegweisenden Arbeiten zur Entwicklung umweltfreundlicher licht- und stromgetriebener enzymatischer Redox-Prozesse für die organische Synthese“ |
| 2014 | Karl Mayrhofer                   | „für seine wegweisenden Arbeiten zur Analytik und Entwicklung korrosionsbeständiger Elektrokatalysatoren für Energiewandlungssysteme“ |
| 2016 | Stefan Heinrich                  | „für seine wegweisenden experimentellen und theoretischen Arbeiten zur Formulierung von Partikeln durch Wirbelschichtgranulation“ |
| 2017 | Regina Palkovits                 | „für ihre grundlegenden Arbeiten zur Entwicklung heterogenkatalytischer Verfahren, die eine selektive Umsetzung nachwachsender Rohstoffe in flüssiger Phase zu Basischemikalien und maßgeschneiderten Kraftstoffen ermöglichen“ |
| 2017 | Timothy Noël                     | „in recognition of his groundbreaking work on continuous photo-chemical conversion in microfluidic systems“ |
| 2018 | Dörte Rother                     | „für ihre zukunftsweisenden Leistungen bei der Entwicklung effizienter synthetischer Enzymkaskaden zur Herstellung hochwertiger chiraler Substanzen“ |
| 2019 | Harun Tüysüz                     | „für seine herausragenden Arbeiten zur Entwicklung von Katalysatoren, die sowohl in chemischen Synthesen als auch bei der Energiewandlung zum Einsatz kommen können“ |
| 2020 | Doris Segets                     | für ihre „wegweisenden Arbeiten zur Entwicklung einer Verfahrenstechnik ultrafeiner Partikel“ |
| 2021 | Felix Buyel                      | „für seine herausragenden Beiträge zur Produktion und zur Isolierung von Wirkstoffen mittels pflanzlicher Systeme“ |
| 2022 | Andreas Vorholt                  | für „seine herausragenden Arbeiten zur Kopplung komplexer katalytischer Prozesse in Ein- und Mehrphasensystemen einschließlich deren apparativer Umsetzung“ |
| 2023 | Felix Löffler                    | für „seine bahnbrechenden und wegweisenden Arbeiten zur Entwicklung von Multimaterialien durch 3D-Drucktechniken“ |